# Torneo di Wimbledon 2011 - Doppio femminile per invito
Martina Navrátilová e Jana Novotná erano le detentrici del titolo, ma hanno perso in finale contro Lindsay Davenport e Martina Hingis con il punteggio di 6–4, 6–4.

## Tabellone

### Legenda
| - Q = Qualificato - WC = Wild card - LL = Lucky loser | - ALT = Alternate - SE = Special Exempt - PR = Protected Ranking | - w/o = Walkover - r = Ritirato - d = Squalificato |

### Finale
|  | Finale                           |                                  |                                  |   |   |  |
|  |                                  |                                  |                                  |   |   |  |
|  | Martina Navrátilová Jana Novotná | Martina Navrátilová Jana Novotná | Martina Navrátilová Jana Novotná | 4 | 4 |  |
|  | Lindsay Davenport Martina Hingis | Lindsay Davenport Martina Hingis | Lindsay Davenport Martina Hingis | 6 | 6 |  |

### Gruppo A
|  |                                    | Croft Samantha Smith | Martínez Tauziat | Navrátilová Novotná | Suková Temesvári | RR W–L | Set W–L | Game W–L | Posizione |
|  | Annabel Croft Samantha Smith       |                      | 0–6, 3–6         | 0–6, 3–6            | 0–6, 3–6         | 0–3    | 0–6     | 9–36     | 4         |
|  | Conchita Martínez Nathalie Tauziat | 6–0, 6–3             |                  | 4–6, 2–6            | 6–2, 7–5         | 2–1    | 4–2     | 31–22    | 2         |
|  | Martina Navrátilová Jana Novotná   | 6–0, 6–3             | 6–4, 6–2         |                     | 7–6(4), 6–2      | 3–0    | 6–0     | 37–17    | 1         |
|  | Helena Suková Andrea Temesvári     | 6–0, 6–3             | 2–6, 5–7         | 6(4)–7, 2–6         |                  | 1–2    | 2–4     | 27–29    | 3         |

La classifica viene stilata in base ai seguenti criteri: 1) Numero di vittorie; 2) Numero di partite giocate; 3) Scontri diretti (in caso di due giocatori pari merito ); 4) Percentuale di set vinti o di games vinti (in caso di tre giocatori pari merito ); 5) Decisione della commissione.

### Gruppo B
|  |                                  | Austin Rinaldi   | Davenport Hingis | Fernández Zvereva | Maleeva Schett | RR W–L | Set W–L | Game W–L | Posizione |
|  | Tracy Austin Kathy Rinaldi       |                  | 2–6, 3–6         | 3–6, 7–5, [9–11]  | 3–6, 4–6       | 0–3    | 1–6     | 22–36    | 4         |
|  | Lindsay Davenport Martina Hingis | 6–2, 6–3         |                  | 6–2, 6–2          | 6–1, 6–1       | 3–0    | 6–0     | 36–11    | 1         |
|  | Gigi Fernández Nataša Zvereva    | 6–3, 5–7, [11–9] | 2–6, 2–6         |                   | 1–6, 1–6       | 1–2    | 2–5     | 18–34    | 3         |
|  | Magdalena Maleeva Barbara Schett | 6–3, 6–4         | 1–6, 1–6         | 6–1, 6–1          |                | 2–1    | 4–2     | 26–21    | 2         |

La classifica viene stilata in base ai seguenti criteri: 1) Numero di vittorie; 2) Numero di partite giocate; 3) Scontri diretti (in caso di due giocatori pari merito ); 4) Percentuale di set vinti o di games vinti (in caso di tre giocatori pari merito ); 5) Decisione della commissione.